# Randolph County, Missouri
Randolph County är ett administrativt område i delstaten Missouri, USA, med 25 414 invånare. Den administrativa huvudorten (county seat) är Huntsville.

## Geografi
Enligt United States Census Bureau så har countyt en total area på 1 264 km². 1 251 km² av den arean är land och 13 km² är vatten.    

### Angränsande countyn
- Macon County - norr
- Monroe County - öst
- Shelby County - nordost
- Audrain County &  Boone County - sydost
- Howard County - söder
- Chariton County - väst